# Заболотский (Башкортостан)
Заболотский — упразднённый хутор в составе Верхнетыхтемского сельсовета Калтасинского района Башкортостана. Ныне территория Кельтеевского сельсоветаРеспублики Башкортостан. Жили русские (1959). 

## География
Располагался в 22 км западу от райцентра и в 35 км к юго-востоку от ж.‑д. ст. Нефтекамск.

## История
Основан в начале XX века русскими крестьянами на территории Бирского уезда как починок.
При проведении поземельной переписи 1917 года зафиксирован как п. Заболотское, Бирский уезд, Кутеремская волость.
С 1930-х гг. учитывался как хутор.
Существовал до 1970‑х гг.

## Население
В 1920 насчитывалось 54 чел., в 1939 — 42, в 1959 — 41, в 1969 — 23 человека.